# Paragorgia sibogae
Paragorgia sibogae är en korallart som beskrevs av Bayer 1993. Paragorgia sibogae ingår i släktet Paragorgia och familjen Paragorgiidae. Inga underarter finns listade i Catalogue of Life.